# Cyrtolaelaps subnudus
Cyrtolaelaps subnudus är en spindeldjursart som först beskrevs av Berlese 1918.  Cyrtolaelaps subnudus ingår i släktet Cyrtolaelaps och familjen Ologamasidae. Inga underarter finns listade i Catalogue of Life.